# Vila manželů Machoninových
Vila manželů Machoninových je vlastní vila architektů Věry a Vladimíra Machoninových, která stojí v Praze na Smíchově pod Strahovem v ulici Na Hřebenkách na hranici Přírodní památky Petřín. Je součástí památkové zóny Smíchov.

## Historie
Projekt vily pochází z roku 1968, vlastní realizace z let 1974–1978. Stavba je sevřená a působí jako ucelená kostka. Stojí na strmému svahu na skrytém, nenápadném místě v zatáčce ulice. Její zpevněné terasy jsou nad vyhlídkovou cestou parkem. Dvoupodlažní dům má pás přízemí a patra plně prosklený; parapety a vysoká atika jsou z kovového „rezavého“ pláště, charakteristického pro stavby majitelů vily. V prvním patře se na jedné straně daleko vysunuje terasa s parapetem ze stejného materiálu. Nad kamennými terasami a plotovými zdmi se střídají pevné plochy se skleněnými. Na nejvyšší úrovni je vila prolomena do dvou částí; obě mají vysoké zkosené střechy.